# Saelania
Saelania là một chi rêu trong họ Ditrichaceae.